# Grammoptera fulgidipennis
Grammoptera fulgidipennis là một loài bọ cánh cứng trong họ Cerambycidae.